# 贡特河
贡特河位于塔吉克斯坦的山地巴达赫尚自治州的一条河流。上游为的阿尔楚尔河。该河谷形成阿尔楚尔帕米尔，平均海拔3720米，北侧为北阿尔楚尔山脉，南侧为南阿尔楚尔山脉。阿尔楚尔河向西注入叶什勒池，叶什勒池的湖水向西流出成为贡特河，最后在戈爾諾-巴達赫尚自治州首府霍罗格注入了喷赤河。叶什勒池的湖水出口处建有“帕米尔1号水电站”，装机容量2.8万千瓦。